# 江ノ島鎌倉観光500形電車
江ノ島鎌倉観光500形電車（えのしまかまくらかんこう500がたでんしゃ）は、江ノ島鎌倉観光（現・江ノ島電鉄）が1956年（昭和31年）より導入した電車である。

## 概要

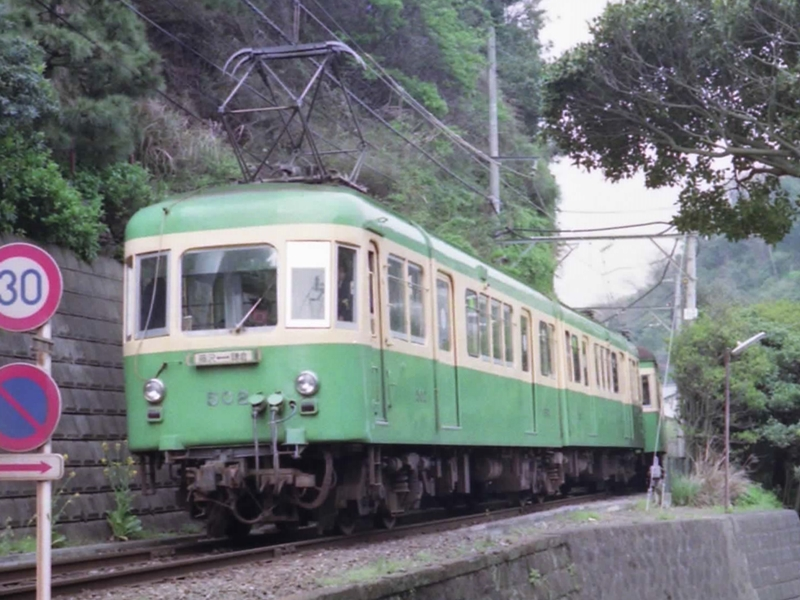
江ノ電500形502編成
（1992年4月11日 稲村ヶ崎駅 - 極楽寺駅間）

江ノ島鎌倉観光（現江ノ島電鉄）は、開業から1945年までは軌道法に基づく軌道線であったが、同年に地方鉄道法に基づく鉄道線に変更されているという経緯があり、そのため運用される車両も1929年以降はボギー式電車も使用されるようになっていたものの、いずれも路面電車形態のものであった。1950年代に入った後も、多客時に実施されていた特殊続行運転が定時運行を妨げていたほか、日坂駅が併用軌道上にあったため各駅ともプラットホームの高さが低く、各車とも乗降扉はステップ付のままであり、地方鉄道法適用の要件でもあった併用軌道の解消も課題となっていた。
そのため、同社は1953年に鉄道の近代化のための「改善3か年計画」を制定し、これを同年より実行に移している。この計画に基づき、腰越-七里ヶ浜間の併用軌道の専用軌道化、これに伴うプラットホームの嵩上げと車両の乗降用ステップの解消、車両の連結もしくは連接化での1車両あたりの輸送力増による特殊続行運転の削減とそのための変電所容量の増強、電気連動式信号機の新設による保安度向上などが実施されている。
この計画に伴い導入された2車体連接車の電車が本項で記述する500形および300形であり、500形はプラットホーム嵩上げ工事終了後の1956年および1958年に501・502編成の計2編成4両が導入された。本形式は、台車を流用の上で書類上は201(初代)号車の改造扱いとした501編成と、台車は115・117号車が装備していた京浜急行電鉄からの譲渡品を改造したものを使用しているが書類上は新造扱いの502編成ともに、車体、主制御器等を新製した新造車であり、一方で300形は従来から使用されてきた自社や都電、西武鉄道などの路面電車タイプの直接制御・単行専用半鋼製ボギー車や京王帝都電鉄（現・京王電鉄）の木造車の台枠をベースとして連接車とした改造車となっている。
本形式および300形の特徴である連接構造については、1955年に仙台市交通局が導入したモハ300形改造連接車などの実績を参考に、曲線の多い江ノ島鎌倉観光線での運行上の利点の多さが研究され、導入に至っているものであるが、一方で連接車よりも改造費が3割ほど安価な連結車との比較や連接車の先行試作的な要素を含め、本形式の導入に先立って1956年1月1日より連結車である200形が導入されている。この200形201編成と、1956年4月8日より運行を開始した連接車の300形301編成を比較することで、ほぼ同一の車体長を持つ2編成の比較において急曲線に対する連接車の優位性が確認されたほか、台車が1基少ない分の3tの軽量化とそれに伴う使用電力量の節減が可能となるなどの効果もあり、並行して継続されていた研究の結果もあわせてその後の増備は連接車とすることとなった。
これを受けて、江ノ島鎌倉観光と東洋工機において1955年秋より開発が進んでいた500形についても連接車とすることとされ、これを含む主な設計目標は以下の通りとなっている。
- 現在のわが社の路線を運行可能な最大の2車体連接車とすること。
- 従来車の概念にとらわれず、斬新なデザインとすること。
- 近距離通勤通学用電車として適していること。
- 海浜地帯の観光電車としても、ふさわしいデザインとすること。

501編成は1956年7月5日に試乗会を実施し、同8日に営業運転を開始。502編成は1957年4月3日に302・303編成とともに修祓式を行い、同日に運行を開始した。しかし、500形の導入費用は300形の改造費用の約2倍と嵩んでいたことから同形式の導入は502編成で打ち切られ、以降は300形が導入された。そして300形305編成が1960年6月1日に営業運転を開始したことで、連接車7編成と連結車200形による特殊続行運転の後続車を除く全列車の2両編成化がなされ、これをもって同鉄道の近代化はひとまず完了している。200形201編成についても連接車への改造が実施され、300形306編成として1968年12月5日より運行を開始した。

## 車体・走行装置
車体はモノコック構造を採用し、イタリアの特急電車の外観を模した丸みを帯びたヨーロピアンスタイルが特徴的である。製造元は501編成が東洋工機、502編成が東急車輛製造（現総合車両製作所）と異なっており、両編成で若干の形態差がある。
前面は中央窓が幅広の3枚窓構成で、中央窓はトロリーポール操作のため幅1000mm、アルミ枠の下降窓でその左右にHゴム支持の曲面ガラスを配している。前照灯は501編成は正面上部に丸型のもの1基を設置し、502編成は同じく正面上部に、大型のケース内に角型の前照灯とその左右にタイフォンを配置している。尾灯は両編成とも正面の下部左右に角型のものを備える。行先表示板差しも両編成で異なっており、501編成は300形と同型の縦長の行先表示板差し、502編成は細長い横長のものが設置されている。
側面はノーシル・ノーヘッダーの窓扉配置d2D4D2で、乗降扉は幅1000mmの両開戸で戸袋窓はなく、側面窓はアルミ枠の一段下降式で501編成は幅750mm、502編成は745mmのものとなっている。なお、両開扉の採用は開閉時間の短縮および、固定式となってしまう戸袋窓の設置を避けて開閉可能な窓をなるべく多くすることを目的としたであり、江ノ島鎌倉観光では初の採用となった。左右の扉は床下のリンク機構で接続されている。
室内は乗降扉間中央にクロスシート1ボックス、その他の部分にロングシートを配置したセミクロスシートとなっているが、501・502編成で若干寸法が異なっており、501編成は運転室側・連結面側に長さ各2000mmのロングシートを、乗降扉間にはシートピッチ1600mm、幅830mmのクロスシートとその前後に長さ各1040mmのロングシートを配置したもの、502編成は運転室側に長さ2052.5mm、連結面側に長さ2022.5mmのロングシートを、乗降扉間にはシートピッチ1345mm、幅830mmのクロスシートとその前後に長さ各1220mmのロングシートを配置したもので、座席定員はいずれも編成で64名、立席定員は96名となっている。背もたれはパイプ製の簡易なものとされている。その他、蛍光灯照明やテープによる車内自動放送装置を備える。
運転室は中央部に運転台が設置されたもので、乗務員室扉が設置されていたほか、300形と異なり運転室と客室の間の仕切壁も設置されている。
屋根上には両編成端に集電用のトロリーポールが、その他の部分に小型のグローブ式の通風器が配置されている。また、編成両端の連結器は他の編成と同じ小型の密着自動連結器が設置されているが、導入当初は連結運転は実施されておらず、予備的なものであった。
主制御器は300形302・303編成と同じ抵抗制御式、東洋電機製造製で直列7段・並列6段の電動カム軸式間接自動制御のES-251Aを搭載しており、主電動機は定格電圧600Vで501編成は201（初代）号車から流用した出力48.5kWのTDK-31SM、502編成は44.7kWの直流直巻整流子電動機を前後の台車に各2基ずつ計4基搭載し、501編成は駆動装置の歯車比を3.37として定格牽引力は18.8kN、定格速度は36km/h、502編成は歯車比3.42、定格牽引力21.6kN、定格速度は30km/hとなっている。また、ブレーキ装置は非常管併設電磁弁付き三管式通空気制動の電磁SME制動、電動空気圧縮機はCP-27を2基搭載している。
台車は501編成は改造元の201（初代）号車のもの2基、100形113(2代)・114(2代)号車を300形301編成に改造した際に1基余剰となった汽車会社製のボールドウィン系で板台枠のもので、中間の台車は連接化に伴い枕梁を改造しているが、その他は基本的に種車のまま使用している。枕バネは重ね板バネ、軸バネはコイルバネ、固定軸距は1475mm、車輪径は840mmで、主電動機は動輪の外側に吊り掛け駆動方式で装荷されている。
一方502編成は115・117号車が装備していた、京浜急行電鉄から譲受したブリル系27GE1を改造したものを使用している。中間の付随台車を連接用に改造したほか、枕バネは重ね板バネからコイルバネ1本とオイルダンパの組合わせに、軸バネはゴムブロックにそれぞれ変更している一方で軸受はメタル軸受のままでであり、固定軸距は1475mm、車輪径は840mmで、主電動機は動輪の外側に吊り掛け駆動方式で装荷されている。

## 運行開始後
「江ノ島鎌倉観光の全従業員の誇り」として運行が開始された500形であるが、その画期的装備の一部は長続きせず、早々にテープ放送装置は撤去された。集電装置も当初のポールからZパンタグラフへ、後に菱形パンタグラフへ換装されている。運行開始後の主な推移は以下の通り。
集電装置の変更
本編成に当初使用されていたトロリーポールは、線路の分岐や曲線の通過時に離線防止のために車掌がこれを支えなければならないなど取扱上問題が多かったため、江ノ島鎌倉観光では1964年2月より順次、トロリーポールから1955年に主に路面電車用として開発されたZ型パンタグラフに換装している。
500形においても編成両端のトロリーポールを撤去し、藤沢方車端部にこれを1基搭載した。なお、同社では菱形パンタグラフ化を予定していたが、経済的な理由とトロリーポールからの換装の容易さを考慮して一旦はZパンタグラフとしたものである。その後、600形での菱形パンタグラフの使用実績に鑑み、1961年2月から1973年5月14日にかけて100形を除きパンタグラフに換装しており、500形についても鎌倉方車端部にPT52を1基搭載してしばらく運行をし、その後藤沢方のZパンタグラフもPT52に変更している。また、1980年代にはこれをPT4313-B-Mに再度換装している。
重連運転の開始と連結器の変更
1971年にはプラットホームの延長や重連運転開始により不足する車両の補充のための600形および800形の導入などの準備が整い、輸送力増強と保安度の向上のために特殊続行運転が同年6月20日に廃止され、翌6月21日から連接車2編成での重連運転が開始されている。
これに伴い500形についても、連結器を小型密着自動連結器から下支持式のNCB-2密着自動連結器に換装した。その後1970年代後半頃には上吊式で電気連結器および空気ホースを併設したものに変更されているが、501編成はさらにその後1980年代には下支持式に再改造され、電気連結器および空気ホースも車体設置に戻されている。
その後、連結作業の省力化のために1992年に製造された2000形2003編成の2053号車に試験的にD90密着連結器と96芯の電気連結器、自動解結装置、下受形の胴受を装備し、2002編成の2002号車を同様に改造して運用試験を実施した。この使用実績が良好であったため、1994年2月までに全編成が改造されており、500形についても同様の改造が実施されている。なお、主制御装置およびブレーキ装置の違いにより、1000形以降の編成とは後述の主制御装置およびブレーキ装置の変更改造を実施するまで連結することができず、従来通り300形、500形間での重連となっていた。
駆動装置のカルダン式化と台車、主電動機の変更
江ノ島鎌倉観光では、1979年以降1000形および2000形を導入して旧型車を代替していたが、これに伴い代替対象とならなかった旧型車両と新造車の間で、旅客サービス・車両保守面での格差が顕在化し、支障をきたしていた。そのため、1989年から1992年にかけて300形、500形のうち当時代替対象外であった編成に対し、台車および主電動機を1000形1501・1502編成で導入されていたカルダン式駆動装置に準じたものに更新する工事を実施した。
501編成では1989年、502編成では1990年に実施されたこの改造では、主電動機は1989-92年に交換された300形303・304・305編成および、1501・1502編成や2000形、10形、20形と同一で、定格は端子電圧300V時で電流195A、出力50kW、回転数1300rpmのTDK8005-Aに、駆動装置は同じくたわみ板中空軸平行カルダン駆動方式のKD110-A-Mに変更されており、これらはいずれも東洋電機製造製となっている。また、編成両端の動台車は台車は1501・1502編成のTS-829（動台車）をベースに改良を加えたTS-837となっている。この台車は500形の車体枕梁の形状に合わせて台車の枕梁形状が変更されたほか、縦ダンパを併用した枕バネは同じコイルバネながら3本並列のものから2本並列に簡略化して保守の容易化が図られた一方で横ダンパ2本を追加して乗り心地の向上を図っているものであり、その他はTS-829と同様で、台車枠は固定軸距を1650mmとした鋼板溶接構造、軸バネは合成ゴムブロックとコイルバネで軸箱支持方式は軸箱守式、基礎ブレーキ装置はブレーキシリンダが金属シリンダの片押式踏面ブレーキで合成制輪子・鋳鉄制輪子併用のものとなっている。一方で連接・付随台車は1501・1502編成では基礎ブレーキ装置にディスクブレーキを装備したTS-830であったが、500形ではTS-837と同様の構造で踏面ブレーキを装備したTS-838としている。
車体更新
1979年には501・502編成とも前照灯を窓下に2灯配置するレイアウトに変更したが、この時502編成はタイフォンの関係で上部前照灯も非点灯のまま残され、見かけ上は3灯配置に見えていた。1982年にタイフォンが床下に移設されると上部前照灯およびタイフォンは板で塞がれた状態となったが、後述の正面5枚窓化を中心とする更新の際に撤去された。
1984年から1985年にかけて、両編成とも前面部曲面ガラスの廃止と乗務員室通風確保のための正面5枚窓化、乗降扉の片引化・戸袋窓の設置、雨水がたまり腐食しやすかった車体裾のRを側面部のみ直線化するなどの改造が施され、当初の構造から大きく変化した。なお、502編成は1985年4月に正面窓および乗降扉の改造を同時に実施しているが、501編成は正面窓改造が1984年11月、乗降扉改造が1985年4月であり、その間のみ正面5枚窓、乗降扉両開きの形態であったほか、両編成とも当初は戸袋窓が小さく、501編成は戸袋窓横の側面窓角部にRが無く、502編成もRが小さいなどの形態であったものが後に修正されている。また、502編成は1990年に側壁面の化粧板張替や床材塗布などの室内更新も行われているが、501は木製床で側壁面も未更新のままとなっている。
主制御装置およびブレーキ装置の変更
1000形および2000形新造車両の導入を続けてきた江ノ島電鉄であるが、鉄道事業における輸送人員は1991年度を、営業収入は1992年度をピークに減少に転じており、1編成2億数千万円の設備投資となる新造車の導入は見送られていたが、利益確保のための省力化及び効率化によるさまざまな費用削減策が実施されることとなった。これにより、駅の改札口の自動改札化や自動放送化と並ぶ施策として、長年の懸案であった旧型、新型を問わない全車両相互間の連結運行を可能とすることで、列車運用と保守点検面での効率化を実施することとなった。
501編成では2000年、502編成では2001年に実施されたこの改造においては、主制御器を1998-99年に更新された300形303・304・305編成および、1000形1501・1502編成や2000形、10形、20形と同一で東洋電機製造製、電動カム軸制御式のACDF-M450-789A-M（直列11段、並列8段、弱め界磁2段、発電制動19段）に、ブレーキ装置を発電ブレーキ併用・電気指令式でE型中継弁を使用するナブコ（現ナブテスコ）製のHRD-1Dに変更している。なお、300形303・304・305編成同様主幹制御器のワンハンドル化はスペースの関係で実施されず、ツーハンドルのまま新品に交換されている。
その他
1960年代中ごろには501編成の行先表示板差しが縦長のものから、502編成で採用された細長い横長のものに変更された。
本形式の特徴の一つであった室内のクロスシートは1967年に車内の混雑緩和目的からロングシートに改造されており、501・502編成とも定員が座席64名、立席96名となった。
1980年頃には補助電源装置として出力3kVAの静止型インバータであるCG145-Aを搭載した。電動空気圧縮機は、1994年頃までにDH-16から1000形1101編成以降で採用されたHB-1200Sに換装した。
他形式と比較してオーバーハングが短く、同形重連は構内線路有効長がぎりぎりである長谷駅において、信号回路の構成上停車位置を厳密にあわせる必要が生じ運転が難しくなるため、原則的には避けられた（稀に運用の都合で行ったことはある）。
300形とともに江ノ電を代表するイメージリーダー的存在であったが、車両自体が重く、構造上の問題で冷房装置搭載が困難であったため、車齢が比較的浅いにもかかわらず廃車候補車両となり、2002年1月6日に室内が木製のままだった501Fが、2003年1月5日に502Fが営業運転を終了した。2編成とも最末期は広告仕様で運転され、特に501編成はポストペットの広告でピンクとクリームの2色塗装とされていた。また、502編成の営業運転終了時の広告はトミー（当時）によるプラレールであったが、ベースは標準色のままとされており、この編成をモデルにしたプラレール車両も発売された。かつては宝酒造のビアテイスト飲料「バービカン」の広告ラッピングで車体が銀色に塗装されたこともあった。
廃車後、台車などの足回りの機器の一部が新製された20形に流用された。本系列の営業運転終了に伴い、江ノ島電鉄は冷房化率100%を達成した。
後に導入された新500形は、本系列のイメージを継承した車体設計がなされている。

## 保存

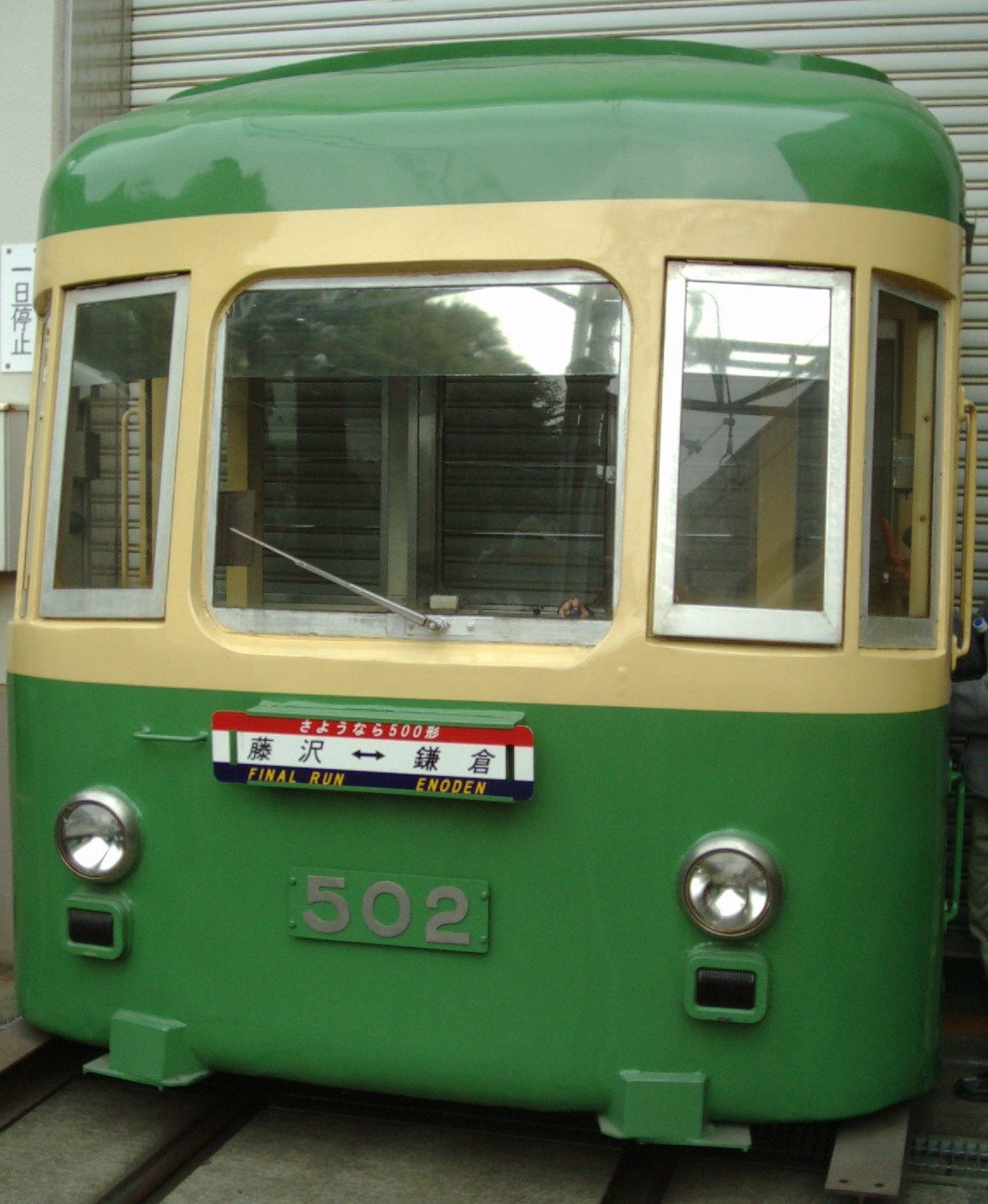
廃車後に保存されている江ノ電500形先頭部分

502編成の502号車は極楽寺検車区で前頭部のカットボディとして保存されている。552号車は東京都調布市の中古車販売店に売却された。
なお、501編成は2両とも解体処分された。